# Angillon
Der Angillon ist ein Fluss in Frankreich, der im Département Jura in der Region Bourgogne-Franche-Comté verläuft.

## Geographie

### Verlauf
Der Angillon entspringt im Gemeindegebiet von Les Nans in einem kleinen Tal auf der Jura-Hochebene. Die Quelle des Baches befindet sich südöstlich des Dorfes, an einer Böschung am Fuße einer Felswand.
Der Angillon entwässert zunächst in nördlicher Richtung, schwenkt bei Chapois plötzlich auf Südwest und mündet nach rund 27 Kilometern an der Gemeindegrenze von Champagnole und Crotenay als rechter Nebenfluss in den Ain. Etwa einen Kilometer oberhalb der Mündung ist der Fluss zur Stromerzeugung aufgestaut. Der Ablauf unterhalb der Staumauer und der restliche Mündungsabschnitt verlaufen im karstigen Untergrund als Trockenfluss.

### Orte am Fluss
(Reihenfolge in Fließrichtung)
- Les Nans
- Chapois
- Vers-en-Montagne
- Le Pasquier
- Ardon